# Die Passion Christi
Die Passion Christi (Originaltitel: The Passion of the Christ) ist ein Spielfilm von Mel Gibson aus dem Jahr 2004 über die Passion Jesu von Nazaret vom Ölberg über die Verurteilung und Kreuzigung durch die Römer bis zur leiblichen Auferstehung. Der sehr erfolgreiche, jedoch auch stark polarisierende Film wurde in den Orten Matera und Craco der italienischen Region Basilikata sowie in der Stadt Rom und in den dortigen Cinecittà-Studios gedreht.
Der Film schildert, angelehnt an die Darstellung der Bibel, den letzten Abschnitt im Leben des Jesus von Nazaret, beginnend unmittelbar vor der Verhaftung Jesu in Getsemani durch die jüdische Tempelgarde bis hin zur Auferstehung am Ostermorgen. Der Film ist in seiner Inszenierung an das christlich-volkstümliche Passionsspiel angelehnt und greift daneben auf gängige dramaturgische Mittel zurück. Seine sehr gewalttätige Interpretation des Leidens und Sterbens des Juden und christlichen Messias Jesus von Nazaret überschreitet das bisher bei Bibelfilmen gewohnte Maß deutlich. Die Handlung wird wiederholt durch Rückblenden auf das Leben Jesu unterbrochen. Im Film wird ausschließlich die lateinische, aramäische und hebräische Sprache verwendet, die allein durch Untertitel übersetzt werden.
Als Quellen sind Motive herangezogen aus den vier kanonischen Evangelien, aber auch aus den von Clemens Brentano literarisch bearbeiteten Visionen der Augustinerschwester Anna Katharina Emmerick sowie den 14 Kreuzwegstationen. Eigene Deutungen durch den Regisseur Gibson sind ebenfalls in den Film eingeflossen.

## Handlung
Der Film spielt in Palästina etwa um das Jahr 30: Jesus von Nazareth ist zwar von Beruf Zimmermann, jedoch kein normaler Mensch; er zieht durch das von den Römern besetzte Land, erzählt dabei von Gott, heilt kranke Menschen und lässt sogar Tote auferstehen. Doch dem hohen jüdischen Rat in Jerusalem gefällt dies nicht, denn er sieht seine Machtposition in Gefahr, da manche vom jüdischen Volk in Jesus den Heilsbringer und den verkündeten Messias sehen. Eines Nachts nach dem Abendmahl begibt sich Jesus zusammen mit Simon Petrus und den Zebedäussöhnen, Johannes und Jakobus, in den Garten Getsemani, um dort zu beten. Als Jesus betet, erscheint ihm Satan, er widersteht jedoch dessen Versuchung. Als Jesus zu seinen drei Aposteln zurückkehrt, findet er sie schlafend vor.
Obwohl Judas Iskariot eigentlich zu den Jüngern Jesu gehört, verrät er dem jüdischen Hohepriester Kajaphas gegen 30 Silberlinge, wo Jesus von Nazareth zu finden ist. Er führt eine Einheit der jüdischen Tempelgarde in den Garten Getsemani und küsst Jesus auf die Wange, damit die Soldaten wissen, wen sie festnehmen sollen. Simon Petrus schlägt mit einem Schwert einem der Häscher (Malchus) das rechte Ohr ab, jedoch heilt Jesus die Verletzung durch ein Wunder und fordert Petrus auf, das Schwert zu senken. Die Gardisten nehmen Jesus gefangen, legen ihn in Ketten und schlagen mit sadistischer Freude auf ihn ein, während sie ihn nach Jerusalem zu den jüdischen Hohepriestern zerren. Johannes erzählt darauf Maria, der Mutter Jesu, und Maria Magdalena von der Verhaftung Jesu durch die Wachen.
Vor dem hohen jüdischen Rat, den Anführern der sogenannten Pharisäer, wird Jesus verhört. Sie verurteilen ihn wegen Blasphemie und Gotteslästerung, weil sie unter anderem zu verstehen glauben, er behaupte, der Sohn Gottes zu sein. Die aufgebrachte Menge verlangt deswegen den Tod Jesu, während man ihn immer wieder bespuckt und brutal zusammenschlägt. Jesus wehrt sich jedoch nicht, weder durch Worte noch durch Taten, da er weiß, was ihm bevorsteht. Josef von Arimathäa und Nikodemus, zwei Freunde Jesu, versuchen ihn zu verteidigen, doch sie werden von den Wachen aus dem Gericht hinausgeworfen.
Als einige der anwesenden Schaulustigen behaupten, den ebenfalls anwesenden Simon Petrus mit Jesus von Nazareth zusammen gesehen zu haben, leugnet der Angesprochene dreimal voller Angst, den Angeklagten zu kennen. Man sieht nun in einer Rückblende, wie Simon Petrus nach dem Abendmahl zu Jesus sagt, dass er immer mit ihm sein werde, egal was passiert. Jesus sagt Amen zu ihm, fügt jedoch hinzu, dass Petrus ihn dreimal verleugnen werde, noch bevor der Hahn kräht, also noch bevor der Morgen graut. Wieder in der Szene der Anklage vor den Hohepriestern blickt der gepeinigte und blutende Jesus zu Petrus, wie dieser vor der aufgebrachten Menge flüchtet.
Als Judas hört, dass man Jesus zum Tode verurteilt habe, setzt er sich in den Hof und denkt nach. Als zwei Kinder auf ihn zugehen und fragen, was er tue, sagt Judas, sie sollen weggehen. Die beiden Kinder sind jedoch Schergen des Satans, die es auf Judas abgesehen haben. Sie piesacken Judas so lange mit seinen Schuldgefühlen, bis sich dieser vor der Stadt erhängt.
Weil der Sanhedrin, die oberste Religionsbehörde der Juden, zwar Todesurteile fällen, aber nicht vollstrecken darf, überantwortet man den vermeintlichen Gotteslästerer nach dessen Anhörung dem römischen Statthalter Pontius Pilatus in Jerusalem. Dieser hört sich die vorgebrachten Anschuldigungen an und sieht eigentlich keine Schuld in Jesus. Er erkennt schnell, dass es sich hier um einen politischen Konflikt mit hoher Brisanz handelt. Seine Frau Claudia Procula zweifelt zudem ebenfalls an einer Schuld Jesu und redet mit Pilatus darüber. Da Jesus aus dem Ort Nazareth stammt und somit seiner Meinung nach eigentlich der König von Galiläa dafür zuständig ist, übergibt Pilatus die Angelegenheit an König Herodes Antipas. Pilatus möchte damit auch einer falschen Entscheidung aus dem Weg gehen. Denn er weiß, dass Tiberius ihn als Statthalter absetzen wird, sollte es noch einen Aufstand in Palästina geben. Doch auch Herodes scheut nach einer Anhörung ein Todesurteil gegen Jesus, da er in ihm nur einen Verrückten, aber keinen Aufrührer sieht, und lässt ihn wieder zum Statthalter zurückbringen.
Als die Soldaten ihn wieder zu Pilatus zurückbringen, stellt er das Volk vor die Wahl, Jesus oder Barabbas zu begnadigen. Das Volk verlangt auf der Stelle die Begnadigung von Barabbas. Als Pilatus diesen freilässt, lacht Barabbas dem römischen Hauptmann Abenader ins Gesicht. Allerdings ist Pilatus immer noch gegen eine Hinrichtung und lässt Jesus lediglich geißeln.
Jesus wird von Pilatus den römischen Soldaten übergeben und er wird auf dessen Befehl von ihnen bestraft. Sie foltern Jesus, indem sie ihn schlagen und auspeitschen, während man sieht, wie Satan unter ihnen umherwandelt. Anschließend verspotten sie ihn und setzen ihm eine Dornenkrone aufs Haupt. Schwer verwundet wird Jesus wieder zu Pilatus gebracht, der ihn erneut der Menge vorführt und sagt: „Ist dies nicht genug? Schaut ihn euch an!“, um unter anderem das Mitleid der Menge auf Jesus zu ziehen. Das versammelte Volk verlangt jedoch immer noch entschieden die Kreuzigung, also den Tod Jesu, und abermals entzieht sich Pilatus dieser Verantwortung, indem er symbolisch seine Hände in Unschuld wäscht. Er befiehlt schließlich seinen Männern, dem Verlangen der Massen nachzugeben, die weiterhin den Tod Jesu fordern, und gibt darum daraufhin den Befehl zur Kreuzigung.
Darauf lassen sie Jesus ein schweres Holzkreuz tragen. Mit ihm führen sie auch zwei Schächer nach Golgota. Das Volk beschimpft Jesus und bewirft ihn mit Steinen. Außerdem wird er von einem der Schächer, Gestas, beleidigt. Mehrmals bricht der schwer gefolterte Jesus zusammen, bis der römische Centurio Abenader eingreift und die Qual Jesu zu vermindern versucht. Er beschimpft die sadistischen Soldaten und fragt sie, ob sie nicht sehen, dass Jesus nicht mehr aufzustehen und das Kreuz zu tragen vermag. Daraufhin muss auf Befehl der römischen Soldaten ein zufälliger Passant namens Simon von Cyrene, vorerst widerwillig, beim Tragen des Kreuzes helfen. Beide quälen sich dann den Hügel hinauf, gesäumt von Menschen, die sie bespucken, und getrieben von den römischen Soldaten und ihren Peitschen.
Auf dem Hügel Golgota angekommen, muss ihn Simon von Cyrene unter Tränen wieder verlassen und Jesus wird schließlich ans Kreuz genagelt; ihm werden Nägel durch seine Hände und Füße getrieben, danach wird das Kreuz aufgerichtet. Schaulustige und die Hohepriester sammeln sich um den Kreuzigungsplatz und verhöhnen Jesus, doch er betet für sie. Links und rechts von ihm hängen die Schächer Dismas und Gestas ebenfalls an einem Kreuz. Während Dismas in der letzten Stunde seines Lebens an den Erlöser Jesus zu glauben beginnt, hört Gestas nicht zu lästern auf, bis ihm ein Rabe ein Auge aushackt. Ein römischer Soldat verjagt daraufhin den Raben.
Seine Mutter Maria und Johannes, einer seiner Jünger, stehen zu Füßen Jesu bei seinem Kreuz und sehen weinend hilflos zu. Als Jesus durstig ist, tränkt ein Soldat einen Schwamm in Essig und steckt ihn auf einen Speer, um ihn Jesus zu reichen. Im Angesicht des Todes stellt sich Jesus seiner letzten Versuchung, der Angst, von Gott aufgegeben worden zu sein, und sagt danach, dass es vollbracht sei. Als Jesus stirbt, verdüstert sich der Himmel, ein Unwetter bricht los, der Wind heult und die Erde fängt an zu beben. Die römischen Soldaten sind angesichts dieses Ereignisses verwirrt und die meisten flüchten in Panik, nachdem sie Dismas und Gestas die Beine zerschlagen haben. Das Beben ist so stark, dass dies auch Pontius Pilatus in seiner Residenz spürt und sogar ein Teil des jüdischen Tempels einstürzt; die Hohepriester stehen diesem Ereignis macht- und ratlos gegenüber.
Cassius, ein römischer Soldat, sticht auf Befehl von Zenturio Abenader mit einem Speer in den seitlichen Bauchbereich Jesu, um so zu prüfen, ob dieser tatsächlich tot ist. Als aus der so entstandenen Wunde Blut und Wasser herausspritzen, geht der römische Soldat voller Ehrfurcht auf die Knie und der Zenturio nimmt seinen Helm ab. Danach flüchten die letzten römischen Soldaten und man sieht Satan, wie er auf dem Platz der Kreuzigung kniend gen Himmel kreischt.
Jesus wird später von seiner Mutter, von Maria Magdalena, von seinen Jüngern Josef von Arimathäa und Nikodemus sowie von Abenader und Cassius vom Kreuz genommen und liegt danach in den Armen seiner Mutter, die hilflos ins Leere blickt. Danach ist es dunkel und man sieht offensichtlich eine Höhle, vor deren Eingang ein Stein geschoben wird. Jesus wird anscheinend in dieser Höhle bestattet; man sieht ein Leichentuch, das leer am Boden liegt. Jesus befindet sich sitzend daneben; er öffnet seine Augen, und während er aufsteht, sieht man, dass seine Hände durchbohrt sind. Er verlässt die Höhle.

## Marketing
Mel Gibson war darum bemüht, dass sein Film bei Schlüsselpersonen aller christlichen Konfessionen bekannt wird, und zeigte ihn etwa 10.000 Geistlichen als Vorversion. Besonderer Wert wurde darauf gelegt, dass die Dialoge im Film nicht in modernen, sondern in biblischen Sprachen geführt würden, womit der Anspruch auf Wahrhaftigkeit und historische Genauigkeit verbunden wurde.

## Einspielergebnisse
Der Film konnte zum zweiten Wochenende in den USA einen Box-Office-Erfolg von 212 Millionen Dollar an den Kinokassen verzeichnen. Damit erzielte der Film in den USA das drittbeste Einspielergebnis nach zwölf Tagen. Außerdem konnte sich Die Passion Christi damit bereits nach dem zweiten Wochenende in die Top 50 der erfolgreichsten Filme in den USA eintragen. Nach drei Tagen in den deutschen Kinos hatten über 200.000 Besucher Die Passion Christi gesehen. An seinem Start-Wochenende hat der Film zwischen 38.000 und 40.000 Zuschauer in Österreich erreicht. 2004 sahen 1.349.020 Besucher den Film, der in einer Wiederaufführung am 24. März 2005 (Gründonnerstag) mit über 140 Kopien erneut bundesweit in die deutschen Kinos kam. In den USA sahen etwa 67 Millionen Menschen den Film. Die Passion Christi konnte sich mit einem weltweiten Einspielergebnis von über 600 Millionen US-Dollar in die Top 100 der kommerziell erfolgreichsten Filme eintragen, aus der er 2015 wieder verdrängt wurde. Laut Guinness-Buch der Rekorde, Ausgabe 2006, ist Die Passion Christi der erfolgreichste religiöse Film aller Zeiten.
Ein Rekordergebnis erzielten bislang auch die DVD- und Video-Versionen. 2,5 Millionen von insgesamt 15 Millionen bereitgestellten Exemplaren wurden in den USA bereits am ersten Tag verkauft.

## Auszeichnungen
Der Film erhielt im Jahr 2005 drei Oscar-Nominierungen, darunter für die Filmmusik von John Debney.
Mel Gibson gewann 2004 den russischen Golden Knight Film Festival Award und 2005 den Satellite Award. James Caviezel wurde 2004 für den MTV Movie Award nominiert, 2005 gewann er den MovieGuide Award.
John Debney gewann 2005 den American Society of Composers, Authors and Publishers Film & Television Music Award. Der Film gewann 2005 den Motion Picture Sound Editors Award und wurde in einer weiteren Kategorie für diesen Preis nominiert.
Der Film erhielt 2005 in der Kategorie „Filmdrama“ den People’s Choice Award für das vergangene Jahr. Im Gegensatz zur Oscarverleihung, wo eine Fachjury entscheidet, beruhen die Preisentscheidungen für die People’s Choice Awards mehr oder weniger auf repräsentativen Umfragen des Meinungsforschungsinstituts Gallup Organization.

## Kritiken
In den USA wurde vielfach der Vorwurf des Antisemitismus erhoben. In Europa wurde daneben auch das Ausmaß der Gewaltdarstellungen kritisiert. Auch innerhalb der christlichen Kirchen wurde heftig pro und contra argumentiert. In islamischen Ländern rief der Skandalfilm ebenso heftige Kontroversen hervor. Die Passion Christi wurde vom US-Magazin Entertainment Weekly in der Ausgabe vom 16. Juni 2006 zum umstrittensten Film aller Zeiten gekürt.
Das Historiendrama habe „einen in der Geschichte Hollywoods beispiellosen Kulturkampf“ ausgelöst. Christliche Gemeinden und Gläubige waren organisiert und in Gruppen zur filmischen Premiere erschienen. Die christliche konservative Rechte in den USA und auch traditionelle konservative christliche Institutionen zeigten viel Interesse an Werbung und Unterstützung für den Film und setzten viel Geld ein, um die „Botschaft der Passion“ kinofilmisch zu verbreiten.
Eine gemeinsame Erklärung des Vorsitzenden der Deutschen Bischofskonferenz, Karl Lehmann, des Ratsvorsitzenden der Evangelischen Kirchen in Deutschland, Bischof Wolfgang Huber, und des Vorsitzenden des Zentralrats der Juden, Paul Spiegel, äußert sich jedoch kritisch zum Film: „Mit dieser drastischen Darstellung verkürzt der Film die Botschaft der Bibel auf problematische Weise. Der Film birgt die Gefahr in sich, das Leben Jesu auf die letzten zwölf Stunden zu reduzieren.“ Ein weiteres Problem liege in der Darstellung der beteiligten Juden. Die Unterzeichner der gemeinsamen Erklärung bemerken die Möglichkeit einer antisemitischen Instrumentalisierung.

### Gewaltvorwürfe
Alle Aspekte der Folterung, wie sie sich aus den Erzählungen der Bibel ergeben können, wurden vom Regisseur mit Mitteln des technisch hochgerüsteten Actionfilms dramatisch interpretiert. Zusätzlich sind noch weitere, nicht in der Bibel enthaltene Gewaltakte eingefügt. Es wird zum Beispiel gezeigt, wie ein Rabe einem der beiden Schächer ein Auge aushackt. Die Geißelung Jesu im Film dauert fast 15 Minuten.
Ausgehend von den traditionellen christlich-volkstümlichen Passionsspielen im bayerischen Oberammergau und andernorts gibt es in den USA eine Fülle von Orten, die ihr eigenes Passionsspiel inszenieren. So konnte sich Mel Gibson von Anfang an eines interessierten Publikums sicher sein, dem auch die theologisch zum Teil nicht leicht verständlichen Rückblenden im Film sofort einleuchten: So wird beispielsweise das letzte Abendmahl, in dessen Verlauf Jesus den Aposteln Brot als seinen Leib reicht, parallel zum Kreuzigungsvorgang gezeigt. Katholische Theologen kritisierten diese Interpretation der Eucharistie als einseitige Vergegenwärtigung des gekreuzigten Leibes Christi und hielten dagegen, dass Eucharistie als die Gegenwart des auferstandenen Leibes Christi zu sehen sei.
Mel Gibson verteidigte seinen Film wiederholt gegen den Vorwurf überzogener Gewaltdarstellung. Er müsse die angenommene massive Gewalt gegen Jesus zeigen und den Zuschauer „über eine gewisse Grenze hinaus“ bringen, um ihm so die „enorme Größe des Opfers“ Christi begreiflich zu machen, sagte Gibson in einem Interview des US-Fernsehsenders ABC. Wer Gewaltdarstellungen nicht ertragen könne, dürfe sich The Passion of the Christ nicht anschauen oder solle gegebenenfalls nach der Hälfte das Kino verlassen, so der Regisseur. Es sei niemand gezwungen, sich bis zum Ende anzuschauen, was Christus für die Menschen durchlitten habe. Und der Regisseur räumte ein, dass er den Film Jugendlichen unter 13 Jahren nicht zeigen würde. In einem Interview mit Bill Hybels meinte Gibson: „Ohne Zweifel hätte es auch gereicht, wenn Gott ein paar Tropfen Blut weniger vergossen hätte. Aber er habe sich entschieden, diesen Weg zu gehen, um uns etwas zu verdeutlichen.“ Durch Jesus Christus sei die menschliche Zivilisation für immer verändert worden.

### Vorwurf des Antisemitismus
Kritiker meinen, die Motive der jüdischen Anführer, die im Film Jesu Hinrichtung fordern, würden kaum beleuchtet und der biblische römische Statthalter Pontius Pilatus weitaus menschenfreundlicher dargestellt, als es historische Berichte nahelegten. Der Film baue zwar mit den Personen des Josef von Arimathäa und Nikodemus zwei Jesus nahestehende Personen unter den jüdischen Führern als Gegenstimmen zu seinen Anklägern vor dem Sanhedrin ein, aber auch wenn man berücksichtige, dass außer den Römern alle handelnden Personen Juden waren, verbleibe die „traditionelle neutestamentliche antijüdische Botschaft“, dass die Juden eine Kollektivschuld am Tode Jesu treffe, was auch in den Passionsspielen zum Ausdruck komme.
Von zahlreichen christlichen und jüdischen Würdenträgern wurde dem Film Nähe zum Antisemitismus vorgeworfen, weil er sich nicht bemühe, den im Neuen Testament selbst angelegten Vorwurf einer jüdischen Kollektivschuld am Tod Jesu zu widerlegen oder zu schwächen. Aufgrund der Antisemitismus-Kritik und des Sprengstoffs, der den angemahnten „antijüdischen neutestamentlichen Stereotypen“ – zumal in der starken Hollywoodkinodramatik – von Kritikern zugeschrieben wird, entfernte Gibson die Untertitel der selbstverfluchenden Rufe der jüdischen Menge in hebräischer Sprache: „Sein Blut komme über uns und unsere Kinder“ (vgl. Mt. 27,25). Die Antisemitismusvorwürfe richteten sich nicht nur gegen den Film als solchen, sondern auch gegen die Person Gibson selbst. Dieser war den Polizisten, die ihn wegen Trunkenheit am Steuer festhielten, mit antisemitischen Äußerungen aufgefallen.
Ein weiterer Kritikpunkt betrifft die Frage, welches Material Gibson aus den Evangelien ausgewählt und durch seine eigenen Ansichten gefärbt hat: Einige Kritiker versuchen zu belegen, dass seine Auswahl zu einer möglichst negativen Darstellung der jüdischen Bevölkerung und Priesterschaft führe. Eine andere Auswahl hätte ein wesentlich positiveres Bild ergeben:
1. Der jüdische Hohepriester Kajaphas fürchtet, dass ein Aufstand die Römer veranlassen könnte, den Tempel zu zerstören (vgl. Joh 11,48); im Gegensatz zur im Film geäußerten Befürchtung des Pilatus, dass Kajaphas einen Aufstand anführen könnte, falls Pilatus Jesus nicht bestraft bzw. kreuzigt.
2. Weil Jesus beliebt beim Volk ist, soll die Verhaftung nicht während des Pessach-Festes stattfinden, damit es keinen Aufruhr im Volke gebe (vgl. Mk 14,2); im Film wird jedoch nichts davon erwähnt.
3. Judas wird zu Jesu Verhaftung von einer „Kohorte (römischer Soldaten) und Amtsdiener der Hohenpriester und Pharisäer“ begleitet (vgl. Joh 18,3.12); im Film geht die Verhaftung Jesu alleine von der jüdischen Behörde aus und folgt damit der Darstellung der Synoptiker.
4. Jesus wird von Hannas und Kajaphas über seine Lehren befragt und dann zu Pilatus gebracht (vgl. Joh 18,19.24.28); nach der johannitischen Darstellung gibt es keinen Prozess vor dem Sanhedrin.
5. Pilatus war für seine Grausamkeit bekannt (vgl. Lk 13,1); im Film wird ein eher mitfühlender und zögernder Pilatus gezeigt.
6. Eine große Volksmenge beweinte Jesus (vgl. Lk 23,27) oder „all das Volk, das sich zu diesem Schauspiel zusammengefunden […] schlugen sich an die Brust und wandten sich ab“ (vgl. Lk 23,48). Im Film hingegen begrüßt der Großteil der aufgebrachten Menge die Bestrafung Jesu und nur wenige sind dagegen oder beweinen ihn.

### Zur historischen Authentizität
Die Hersteller des Films berufen sich auf eine historisierende getreue Darstellung der Handlung. Schon im März 2003 sagte Gibson in einem Interview über frühere Jesus-Filme: „Sie sind entweder historisch ungenau oder leiden unter schlechter Musik. Mein Film soll die Passion Christi genau so zeigen, wie sie sich ereignet hat.“ Allerdings gibt es keine einheitliche Darstellung nach den Evangelien. Gibson stellte jeweils passende Elemente aus den Evangelien zusammen.
So wurde zum Beispiel gemäß dem Johannes-Evangelium die Verhaftung von jüdischen Bütteln und römischen Soldaten vorgenommen. Jesus wurde dann lediglich von Hannas und Kajaphas nach seinen Lehren befragt. Hingegen wurde Jesus nach den Synoptikern nur von jüdischen Bütteln verhaftet, vor dem Sanhedrin wurde ihm der Prozess gemacht und er wurde wegen Gotteslästerung verurteilt.
Dem Film wurden unter anderem folgende historische Unkorrektheiten vorgeworfen:
1. Aus Untersuchungen von Gekreuzigten aus jener Zeit geht hervor, dass die Nägel nicht durch die Handflächen – wie der Film es zeigt –, sondern durch die Handwurzelknochen oder Unterarme getrieben wurden. Das hatte einen einfachen physiologischen Grund: Die Gewebe der Handflächen konnten das Gewicht eines Körpers nicht halten. Die traditionelle christliche Ikonografie platzierte dagegen fast immer die Nägel auf den Handflächen und nicht auf den Handgelenken Jesu – eine bekannte Ausnahme ist das Turiner Grabtuch. Da im Film jedoch, wie auch auf einigen anderen Darstellungen zu finden, ein Suppedaneum zu sehen ist, auf dem der Gekreuzigte stehen konnte und die Arme zusätzlich mit Seilen am Kreuz befestigt sind, könnte die Darstellung so durchaus möglich sein.
2. Der Jerusalemer Anthropologe Joe Zias zweifelt die im Film gezeigten langen Haare Jesu an: bestenfalls die Nasiräer, die Vorläufer der Mönche, hätten schulterlanges Haar getragen.
3. Einig sind sich die Gelehrten heute auch, dass die Dornenkrone keine Krone im Sinne künstlerischer Darstellungen der Passionsszenen und heute geläufiger Vorstellungen war, sondern eher wie eine Haube aussah, die das ganze Haupthaar bedeckte, so wie der Regisseur Martin Scorsese in seinem Film Die letzte Versuchung Christi bereits mit dieser historisch korrekten Darstellung gezeigt hat.
4. Der Paderborner Bibelexperte Professor Carsten Peter Thiede erwähnt als auffälligste unhistorische Einzelheit die Auswahl der antiken Sprachen zur Zeit der Handlung der Ereignisse an diesen Orten: Zu dieser Zeit sei in Palästina Griechisch und Aramäisch gesprochen worden, nicht aber Latein oder Hebräisch. So sind folglich auch alle Bücher des Neuen Testamentes in Griechisch verfasst. Andere Kritiker monierten, indem der Film nicht in englischer Sprache gedreht worden sei, suggeriere man bewusst eine geradezu dokumentarische Faktentreue; dies sei jedoch ein bloßer Kunstgriff, der Gibsons in Wahrheit sehr subjektiver Version der Ereignisse den Anschein von Authentizität verleihen solle.
5. Die lateinische Aussprache im Film erfolgte zudem nach modernem, nicht nach wissenschaftlich rekonstruiertem Muster. Auffälligstes Beispiel ist das erst in der ausgehenden Spätantike einsetzende „Zischen“ von C/G vor hellem Vokal. So wird die Zahl 20, lateinisch viginti, im Film als „widschinti“ ausgesprochen und nicht „wiginti“, wie es historisch korrekt wäre. Ebenso wird das C vor den Vokalen „i“ und „e“ im Film als Z ausgesprochen, nicht aber eigentlich richtig als K (siehe: Lateinische Aussprache). Auf diese Weise klingt das Latein im Film eher wie Italienisch. Darüber hinaus finden sich auch grammatikalische Schnitzer: Beispielsweise ruft einer der römischen Soldaten zu Ende des Films seinen Kameraden „Cassius“ (Nominativ), er hätte ihn aber eher „Cassi“ gerufen, was dem Anredefall (Vokativ) des Namens Cassius entspricht.
6. Die Darstellung des Herodes Antipas, der als Herrscher von Galiläa der Landesherr Jesu war und ihn im Film entsprechend einer nur im Lukasevangelium enthaltenen Perikope (Lk 23,6–12 EU) kurz vor seiner Geißelung in Jerusalem verhört, entspricht weder historischen noch biblischen Ansprüchen. Antipas, der in der Realität zur Zeit der Hinrichtung Jesu weit über 60 Jahre alt war und dem Lukasevangelium zufolge von Jesus selbst als „dieser Fuchs“ (wörtlich „Füchsin“) charakterisiert wurde (Lk 13,32 EU), wird in der Episode als effeminierter Jüngling mit Starallüren und extravaganter Frisur gezeigt. Gibsons Darstellung der Figur wurde von Filmkritikern und Bibelexegeten als Zitat aus der Rockoper Jesus Christ Superstar aufgefasst und ist aus historischer Sicht realitätsfern,[10][11] könnte aber eine von Gibson aus Emmericks Schilderung der Begegnung herausgelesene sexualisierte Interpretation der Fuchs-Metapher Jesu beinhalten.[11]
7. In Bezug auf das Gespräch zwischen Jesus und Pilatus wird eingewandt, es dürfe bezweifelt werden, dass Jesus mit dem Präfekten Latein sprach. Eine zweite Überlegung in diesem Zusammenhang ist die Frage, wieso Kajaphas mit Pilatus Aramäisch sprach. Dafür gibt es keine Belege oder Hinweise. Für Gespräche zwischen römischer Verwaltung und einheimischen Juden im Palästina des 1. Jahrhunderts ist eine Konversation auf Griechisch, der damaligen Amts- und Verkehrssprache in Palästina, anzunehmen.
8. Weiterhin sei die Figur des Holzkreuzes falsch, das Jesus tragen muss. Nach römischer Sitte wurde nur der Querbalken zur Hinrichtungsstätte geschleppt und der Verurteilte an einem fest im Boden verankerten Längsbalken hochgezogen, so dass das Kreuz wie ein großes T aussah und nicht wie ein kleines t, so wie im Film gezeigt. Mel Gibson verwendet also eine traditionelle christliche Darstellung des Kreuzes anstatt der historischen, die bereits 1977 von Franco Zeffirelli in seinem TV-Vierteiler Jesus von Nazareth gezeigt wurde. Allerdings tragen die beiden Mitverurteilten Jesu im Film, im Unterschied zu diesem, nur das Patibulum zur Hinrichtungsstätte. Auch sind in ihrem Fall die Längsbalken bereits vorher im Boden fixiert, und ihre Kreuze haben im Ganzen die üblichere T-Form (crux commissa). Dies entspricht einerseits mehr der historisch korrekten Kreuzigungsmethode, andererseits aber wiederum auch der traditionellen christlichen Ikonographie, nach der meistens die beiden Schächer in anderer Weise gekreuzigt werden als Jesus selbst.
9. Auf der von Pontius Pilatus in Auftrag gegebenen Schrifttafel, die über dem gekreuzigten Jesus angebracht ist, sind im Film lateinische und hebräische oder aramäische Schriftzeichen zu lesen. Dem Johannesevangelium zufolge war der Titulus crucis hingegen dreisprachig abgefasst, nämlich auf Hebräisch, Griechisch und Latein.
10. Während der Finsternis zum Zeitpunkt von Jesu Tod wird im Film auch ein Erdbeben gezeigt, das unter anderem den Fußboden im Inneren des Tempels aufbricht, der dadurch halb zerstört wird. Dadurch soll offensichtlich ein Kausalzusammenhang zu der im Film zweimal zitierten Prophezeiung von Jesus, er werde „den Tempel niederreißen“, hergestellt werden. Während zwar ein Erdbeben zumindest im apokryphen Nikodemusevangelium erwähnt wird, ist in den Evangelien in Bezug auf den Tempel lediglich vom Zerreißen des Tempelvorhangs die Rede, aber nirgends von einem Einsturz des Tempels selbst. Aus historischer Sicht sind sowohl die Finsternis wie auch das Erdbeben umstritten, der Tempel wurde erst im Jahre 70 von den Römern zerstört.

Thomas Williams LC, Dekan der Theologischen Fakultät an der Päpstlichen Hochschule Regina Apostolorum in Rom und ein theologischer Berater von Mel Gibsons Film, sagte zur Kritik an den Details der Darstellung, Beschwerden über die verwendeten Sprachen, die Höhe des Kreuzes, die Haarlänge Jesu, die Größe der Menschenmenge vor Pilatus im Praetorium oder die Platzierung der Nägel in den Händen Jesu erschienen angesichts der christlichen Botschaft des Films trivial. Ähnlich äußerten sich auch andere Beteiligte.

### Film und Exegese
Der Film ignoriert bewusst die Erkenntnisse historisch-kritischer Exegese und fügt auch in der Bibel nicht erwähnte Szenen ein, die häufig den von Clemens Brentano niedergeschriebenen Visionen der seligen Anna Katharina Emmerick entnommen sind. Beispielsweise wird gezeigt, wie Maria Magdalena und die Mutter Jesu nach der Auspeitschung das Blut Jesu aufwischen und wie die legendäre Veronika Jesus ein Schweißtuch reicht.
Darüber hinaus erscheint an Schlüsselstellen der Handlung Satan als androgyne Figur, die im Film von einer Frau gespielt wird. Dies wurde von Frauenrechtlerinnen und Theologen kritisiert, wobei Letztere betonten, in der Passionsgeschichte des Neuen Testaments spiele der Teufel keine Rolle. Außerdem werde Satan in dem Film zum Gegenspieler Gottes aufgebaut, was eine dualistische theologische Sichtweise widerspiegelt, die nicht mit der christlichen Theologie vereinbar sei. Der Regisseur Mel Gibson erklärte dazu: „Das Böse ist verlockend und anziehend.“

### Stellungnahmen einzelner Bischöfe
- Der damalige Regensburger Bischof Gerhard Ludwig Müller sah in dem Film einen „ergreifenden Beitrag zum Verständnis der Leidensgeschichte Jesu. Die an manchen Stellen dargestellte Brutalität zeigt, wozu Menschen in ihren dunkelsten Eigenschaften fähig sind. Und es wird einem ganz klar vor Augen geführt, was Jesus für uns Menschen und für unsere Sünden ertragen hat.“ Auch zum Vorwurf des Antisemitismus nahm Müller Stellung: „Dieser Vorwurf wird von außen an den Film herangetragen. Er kann keineswegs aus ihm entnommen werden. Es werden keine Ressentiments geschürt gegen ‚die‘ Juden von damals und heute. Wer an Jesus Christus als Messias glaubt, also Christ ist, sieht in den Juden seine Brüder und Schwestern, mit denen er in der gesamten Heilsgeschichte, von der Schöpfung an bis zum Bundesschluss Gottes mit Israel und bis hin zu den Propheten Israels, zutiefst verbunden ist.“
- Kritisch äußerte sich am Tag der Deutschland-Premiere der damalige Erzbischof des Erzbistums München und Freising, Friedrich Kardinal Wetter: Er sah eine grundsätzliche Problematik in dem Versuch, das Leiden Jesu zu verfilmen. Die Evangelien seien keine Protokolle. Das historische Geschehen sei in die Verkündigung der Kirche eingegangen und habe so seinen Niederschlag in den Evangelien gefunden. Im Übrigen sei es gerade beim Film nicht ungewöhnlich, wenn eine dargestellte Person weit hinter dem Original zurück bleibe. Kardinal Wetter betonte, er wolle sich den Film persönlich nicht ansehen.

## Filmmusik
Die Sängerin Dolores O’Riordan der irischen Rock-Band The Cranberries sang die Titelmelodie Ave Maria zum Film.

## Fortsetzung
Seit Januar 2018 ist eine Fortsetzung von „Die Passion Christi“ geplant, in der James Caviezel erneut die Hauptrolle übernehmen soll. Mel Gibson führt erneut Regie und das Drehbuch stammt wieder von Randall Wallace. Das zweiteilige Sequel soll sich mit den biblischen Ereignissen rund um die Auferstehung Jesu Christi befassen und wird unter dem  Arbeitstitel „The Resurrection of the Christ“ (dt. „Die Auferstehung des Christus“) produziert. Die Dreharbeiten beginnen im Sommer 2025 in den Cinecittà-Studios in Rom. Der erste Teil der Fortsetzung soll am Karfreitag 2027 erscheinen; der zweite 40 Tage danach an Christi Himmelfahrt.

## Trivia
Der Hauptdarsteller James Caviezel, der im Film Jesus darstellt, wurde während der Dreharbeiten von einem Blitz getroffen. Er verrenkte sich außerdem die Schulter, erlitt eine Lungenentzündung und eine Unterkühlung. Caviezel gilt persönlich als sehr religiös. Er bekam nach diesem Projekt jedoch deutlich weniger Rollenangebote als vorher. Seine hohe Identifikation mit der Rolle als Jesus wirkte sich somit negativ auf seine Karriere als Schauspieler aus. Er sagte, dass er die Folgen seiner Rolle als Jesus zwar schon im Vorfeld vorausgeahnt, diese Tatsache jedoch bewusst in Kauf genommen hat.

## Parodien
Der Film und Mel Gibson werden in der Serie „South Park“ mehrfach parodiert. So ist Cartman ein großer Fan von Mel Gibson und nutzt den Film, in dem Juden als Gottesmörder dargestellt werden, um seinen Antisemitismus auszuleben. Auch andere Zeichentrickserien wie „Die Simpsons“, „Family Guy“ und „Drawn Together“ sowie die Sitcom „Lass es, Larry!“ persiflierten den Film.